# Maskebier
Maskebier (Hylaeus) er en stor (over 500 arter) slægt inden for bier i familien korttungebier (Colletidae). Slægten er den eneste  indenfor korttungebierne, der findes globalt, dens medlemmer forekommer på alle kontinenter undtagen Antarktis. Almindeligvis er slægtens arter relativt ens med få forskelle imellem sig, og de repræsenterer kun en lille del af den samlede bipopulation. 
Maskebier har en metode til fødeindsamling, der regnes for den mindst udviklede indenfor bierne. De samler ikke pollen udenpå kroppen, men i deres kro - de er krosamlere.

## Beskrivelse
Maskebier er små bier med en længde på mellem 4 og 8 millimeter. Kroppen savner længere behåring og er normalt sort (en del arter kan have rødbrune hår på dele af bagkroppen) og med hvide eller gule markeringer på ansigtet og benene, noget som gør at de let forveksles med små hvepse hos gedehamsene. Hannerne har normalt større markeringer end hunnerne. Maskebier savner en pollenkurv på benene (en såkaldt scopa), som majoriteten af andre bier har, og har heller ikke en børsteagtig behåring på maven til at samle pollen som bugsamlerbier har. I stedet for samler de pollen og nektar indvortes i den del af maven som kaldes for kroen.
Rederne bygges typisk i døde kviste eller plantestængler, eller andre tilsvarende små naturlige hulrum; i modsætning til at bygge eller udgrave egne reder som mange andre bier gør det.
Maskebier samler pollen i kroen, snarere end uden på kroppen, og bringer det op i sit bo, hvor det bliver brugt som larveføde. Ligesom hos de fleste korttungebier er næringen flydende og forseglet inde i en membranøs cellofanlignende beklædning af cellerne, som boet er inddelt i.
Nogle arter af 'maskebier er blevet forbundet med stærke dufte. Især europæiske arter som Hylaeus prosopis er kendetegnet ved at have en stærk "citronlignende" duft. Yderligere undersøgelser har tilskrevet denne duft til et stof genereret af mandibulære kirtler hos både hanner og hunner, sammensat af neral og geranial. Det antages, at dette stof bruges som et forsvarsstof og/eller et socialt feromon.

## Økologi
Maskebierne i Europa har som oftest kun en generation per sæson.

### Redebiologi
Hunnen udnytter cylinderformede hulrum til at bygge sit bo i og foretrækker åbninger i træ såsom gamle larvegange, men kan også bygge bo i hule stængler, åbninger i sten, regnormegrave eller lignende. 
Når der er fundet et passende forudlavet hul, beklædes dets vægge med et klart cellofanlignende sekret som bien udsondrer. Stoffet udskilles fra mandiblerne og er vandtæt og forhindrer svampeangreb. Det anvendes også til at bygge skillevægge, der deler hulrummet op i celler. Den inderste celle er den, der er længst væk fra redeindgangen og er kendetegnet ved en rund distal ende for at passe til hullet.
Fødemassen, der placeres inde i cellerne er flydende, endda vandig i nogle tilfælde. Den fylder den nederste del af de vandtætte celler. Denne flydende tilstand skyldes en relativt lille mængde pollen i forhold til nektar, som er blevet samlet i kroen.

### Kost og fodring
Hunnerne samler store mængder nektar til deres halvflydende forsyninger, og hannerne lever selv af nektar. Observationer tyder på, at maskebier er specialiserede med hensyn til den pollen, de indsamler, og de beklæder næsten udelukkende deres celler med pollen fra visse planter.
Når maskebier udfører bevægelser for at føre pollen fra kroppen til munden, tager de kun pollen fra hovedet og forbenene, hvorimod pollen på andre dele af kroppen går tabt. Det menes, at den interne metode til at transportere pollen via kroen er et primitivt træk sammenlignet med skopal (pollenkurv) transport, som er typisk for andre bier.

### Bestøvning
Det faktum at maskebier ikke har pollenkurve på benene som de fleste andre biarter, og i stedet transporterer pollen og nektar i deres kro, giver anledning til et interessant spørgsmål om, hvorvidt arterne er effektive bestøvere eller ej, men deres relative betydning som bestøvere er ukendt.
Maskebier betragtes som generalistarter, der samler pollen og nektar (fouragerer) på flere arter, men det er dokumenteret, at de hyppigt besøger specifikke planter inden for deres etablerede område. De fouragerer med en høj besøgshastighed på mange arter af planter.
Maskebierne bestøver planter, når de trænger deres hoveder ind i tragtformede blomster for at høste pollen og nektar. Dette resulterer i, at overskydende pollen samler sig på de fjerlignende hår omkring deres hoved og thorax, hvorefter de transporteres til andre blomster. Deres måde at samle pollen pollen og nektar på resulterer i, at de ikke er i stand til at bære den samme mængde pollen som andre biarter. Det er blevet observeret at de ikke altid kommer i kontakt med det hunlige støvfang, og i sådanne tilfælde  får de ikke bestøvet blomsten.

## Arter
Slægten Hylaeus (maskebier) Fabricius, 1793 rummer 79 arter i Europa, hvoraf 19 arter forekommer i Danmark.
- Hylaeus angustatus (vulstmaskebi)
- Hylaeus brevicornis (lille maskebi)
- Hylaeus clypearis (punkteret maskebi)
- Hylaeus communis (havemaskebi)
- Hylaeus confusus (engmaskebi)
- Hylaeus cornotus (hornmaskebi)
- Hylaeus difformis (frynset maskebi)
- Hylaeus dilatatus (perlemaskebi)
- Hylaeus gibbus (hedemaskebi)
- Hylaeus gracilicornis (slank maskebi)
- Hylaeus hyalinatus (kantmaskebi)
- Hylaeus pectoralis (tagrørmaskebi)
- Hylaeus pfankuchi (stråmaskebi)
- Hylaeus pictipes (vægmaskebi)
- Hylaeus punctulatissimus (løgmaskebi)
- Hylaeus rinki (bredskaftet maskebi)
- Hylaeus signatus (resedamaskebi)
- Hylaeus sinuatus (sydlig maskebi)
- Hylaeus variegatus (rød maskebi)

## Galleri
- Hylaeus brevicornis (lille maskebi)
- Hylaeus brevicornis (lille maskebi)
- Hylaeus communis (havemaskebi)
- Hylaeus communis (havemaskebi)
- Hylaeus communis (havemaskebi)
- Hylaeus confusus (engmaskebi)
- Hylaeus confusus (engmaskebi)
- Hylaeus confusus (engmaskebi)
- Hylaeus cornotus (hornmaskebi)
- Hylaeus dilatatus (perlemaskebi)
- Hylaeus hyalinatus (kantmaskebi)
- Hylaeus hyalinatus (kantmaskebi)
- Hylaeus hyalinatus (kantmaskebi)
- Hylaeus hyalinatus (kantmaskebi)
- Hylaeus pectoralis (tagrørmaskebi)
- Hylaeus pictipes (vægmaskebi)
- Hylaeus pictipes (vægmaskebi)
- Hylaeus pictipes (vægmaskebi)
- Hylaeus punctulatissimus (løgmaskebi)
- Hylaeus signatus (resedamaskebi)
- Hylaeus signatus (resedamaskebi)